# Hessencourrier

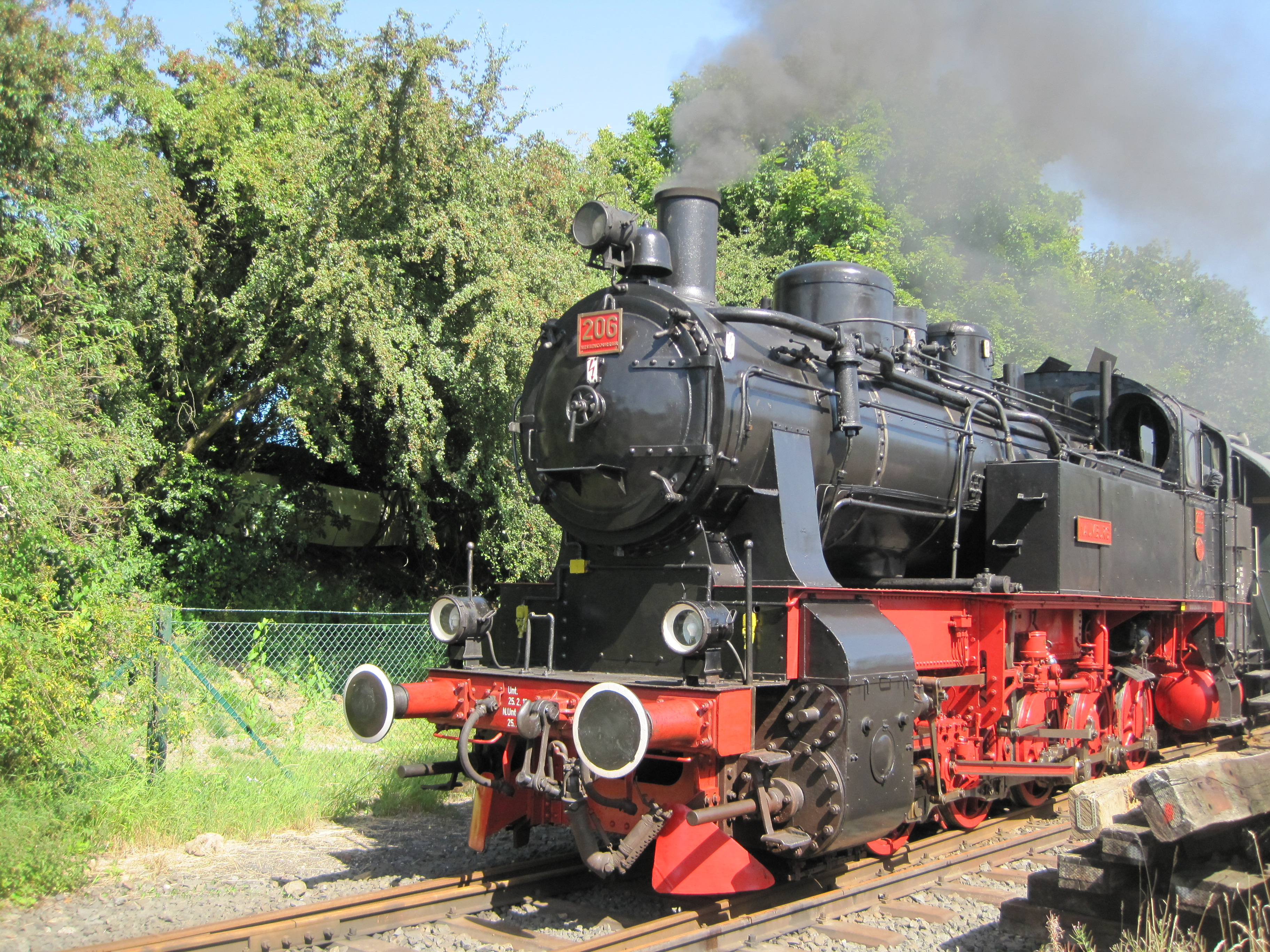
Dampfzug des Hessencourriers abfahrbereit in Sand (Kr Kassel) mit Lokomotive HC 206

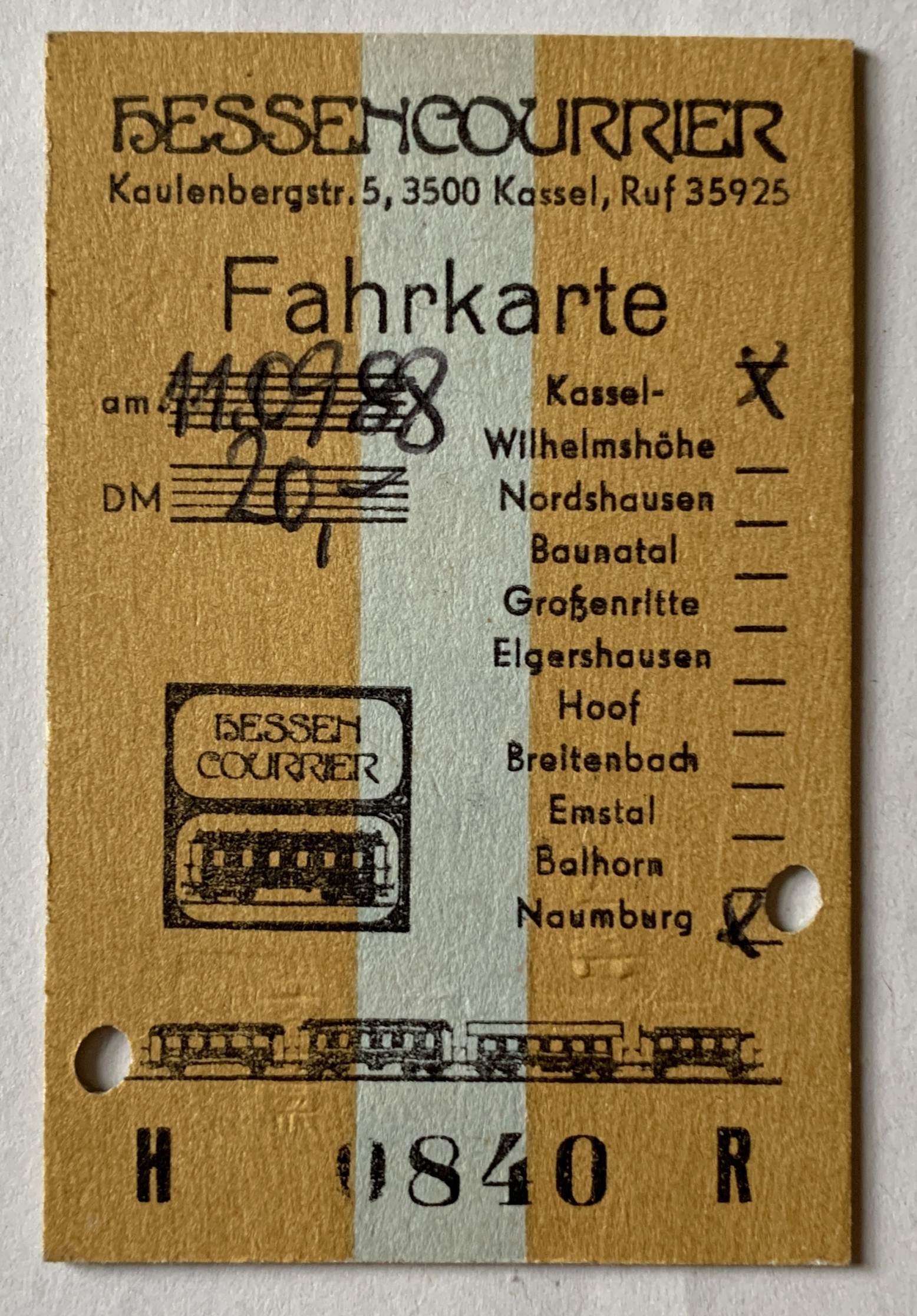
1988 kostete eine Fahrt 20,- DM

Der Hessencourrier ist ein 1972 gegründeter gemeinnütziger Verein in Kassel mit dem Zweck, Eisenbahnfahrzeuge zu sammeln und in Betrieb zu setzen. Die Bezeichnung Hessencourrier wurde gewählt, weil ein Großteil der Fahrzeuge von hessischen Bahnstrecken stammt. Die Sammlung umfasst Dampf- und Diesellokomotiven sowie Personen- und Güterwagen. Seit 1992 betreibt der Verein auf dem Streckenabschnitt von Großenritte nach Naumburg (Hessen) eine Museumseisenbahn.
Der Betriebsbahnhof befindet sich in Kassel in der Johanna-Waescher-Straße im Technologiepark Marbachshöhe und wurde auf dem vereinseigenen Grundstück von 2005 bis 2012 abschnittsweise errichtet.
Der historische Zug verkehrt auf der 33,4 km langen eingleisigen nicht elektrifizierten Bahnstrecke Kassel–Naumburg der ehemaligen Kassel-Naumburger Eisenbahn vom Betriebsbahnhof südlich des Bahnhofs Kassel-Wilhelmshöhe über Baunatal durch den südlichen Teil des Naturparks Habichtswald, darin über Schauenburg und Bad Emstal nach Naumburg (Hessen), wo sich der andere Endbahnhof befindet. Der Fahrplan umfasst jährlich rund zwölf öffentliche Fahrten zuzüglich etwaiger Charterfahrten.
Begleitend zur Strecke verlaufen der Hessencourrier-Radweg mit etwa 42 km Länge sowie der Habichtswald-Steig, ein Wanderweg.